# آبچلیک آوازخوان
آبچلیک آوازخوان   یا آبچلیک معمولی (نام علمی: Actitis hypoleucos) نام یک گونه از سرده آبچلیک‌های آوازخوان است.